# 27 sekundmeter, snö
Tjugosju sekundmeter, snö är Kjerstin Göransson-Ljungmans debutroman från 1939. Det är en detektivroman om en grupp människor på en fjällstation. 
Den filmatiserades 2005 i regi av Tobias Falk, se 27 sekundmeter, snö.